# Caunettes-en-Val
Caunettes-en-Val (okzitanisch Caunetas en Val) ist eine französische Gemeinde mit 56 Einwohnern (Stand 1. Januar 2022) im Département Aude in der Region Okzitanien. Sie gehört zum Arrondissement Carcassonne und zum Kanton La Montagne d’Alaric.

## Nachbargemeinden
Nachbargemeinden von Caunettes-en-Val sind Rieux-en-Val im Norden, Lagrasse im Nordosten, Saint-Martin-des-Puits im Osten und Mayronnes im Südwesten.

## Bevölkerungsentwicklung
| Jahr      | 1962 | 1968 | 1975 | 1982 | 1990 | 1999 | 2013 |
| Einwohner | 73   | 60   | 58   | 57   | 58   | 36   | 52   |

## Persönlichkeiten
- Olivier de Termes († 1274), Seigneur de Caunettes-en-Val